# ポルシェ・906
ポルシェ906（Porsche 906 ）は、FIA規定のグループ4に合わせて作られ、1966年にデビューしたレーシングカーである。別称カレラ6（Carrera 6 ）。

## 概要
1966年にグループ4スポーツカー（年間生産50台）を対象とした国際スポーツカー選手権が新設された。2リッター以下クラス (S2) のタイトルを獲得するため、フェルディナント・ピエヒ率いる技術陣はポルシェ初の純レーシングカー906を開発した。
生産台数は65台。ホモロゲーション取得用の量産型52台はワークスのほかプライベートチームにも供給された。エンジン仕様の異なる13台は、生産義務のないグループ6スポーツプロトタイプ用とし、国際マニュファクチャラーズ選手権2リッター以下クラス (P2)にエントリーした 。
なお、先代904の6気筒バージョンが906と呼ばれていたため、当車はおもに「カレラ6」の名で市販されていたが、のちに前者を904/6、後者を906とする形が一般化した。

### エンジン
901/20型
量産型に搭載された強制空冷式の水平対向6気筒1,991ccエンジン。市販車911の901型に軽量化とチューニングを施したもので、904/6で先行採用されていた。SOHC2バルブ、ウェーバー製トリプルチョークキャブレター×2で最高出力210馬力/8,000rpm、最大トルク20mkg/6,000rpm。
901/21型
901/20型のキャブレターをボッシュ製燃料噴射方式に変更し、ワークス用9台に搭載された。最高出力220馬力/8,000rpm、最大トルク21.2kgm/6,400rpm。
771/1型
F1用1,500ccエンジンから派生した水平対向8気筒2,195ccエンジン。ワークス用4台に搭載された。DOHC2バルブ、ウェーバー製ツインチョーク×4で最高出力260馬力/8,000rpm、最大トルク20kgm/6,000rpm。

### シャーシ
904では生産性を考慮して鋼板ボックスフレームを採用したが、906では再び鋼管スペースフレーム方式に戻った。1965年のヒルクライム用マシン、オロン・ヴィラール・スパイダーが原型となった。ブレーキやサスペンションは904のものを受け継いだ。タイヤホイールは15in。

### ボディ
全FRP製のボディは、904同様フェルディナント・アレクサンダー・ポルシェがデザインしたといわれるが、実際には関与していない。フロント部分はボンネットの高さを抑え、フェンダーのアーチを強調するデザインとなった。
ルーフは寸法規定の緩和により幅の狭い丸みを帯びた形状となり、大型ウィンドシールドと跳ね上げ式のガルウィングドアを採用した。
ル・マン24時間レース出場車はユノディエールの直線で最高速を伸ばすためノーズを延長し、リアオーバーハングを500mm以上延長したロングテールを採用した。高速サーキット用のロングテールは後継モデルでも定番となった。

## レース戦績

### スポーツカー世界選手権

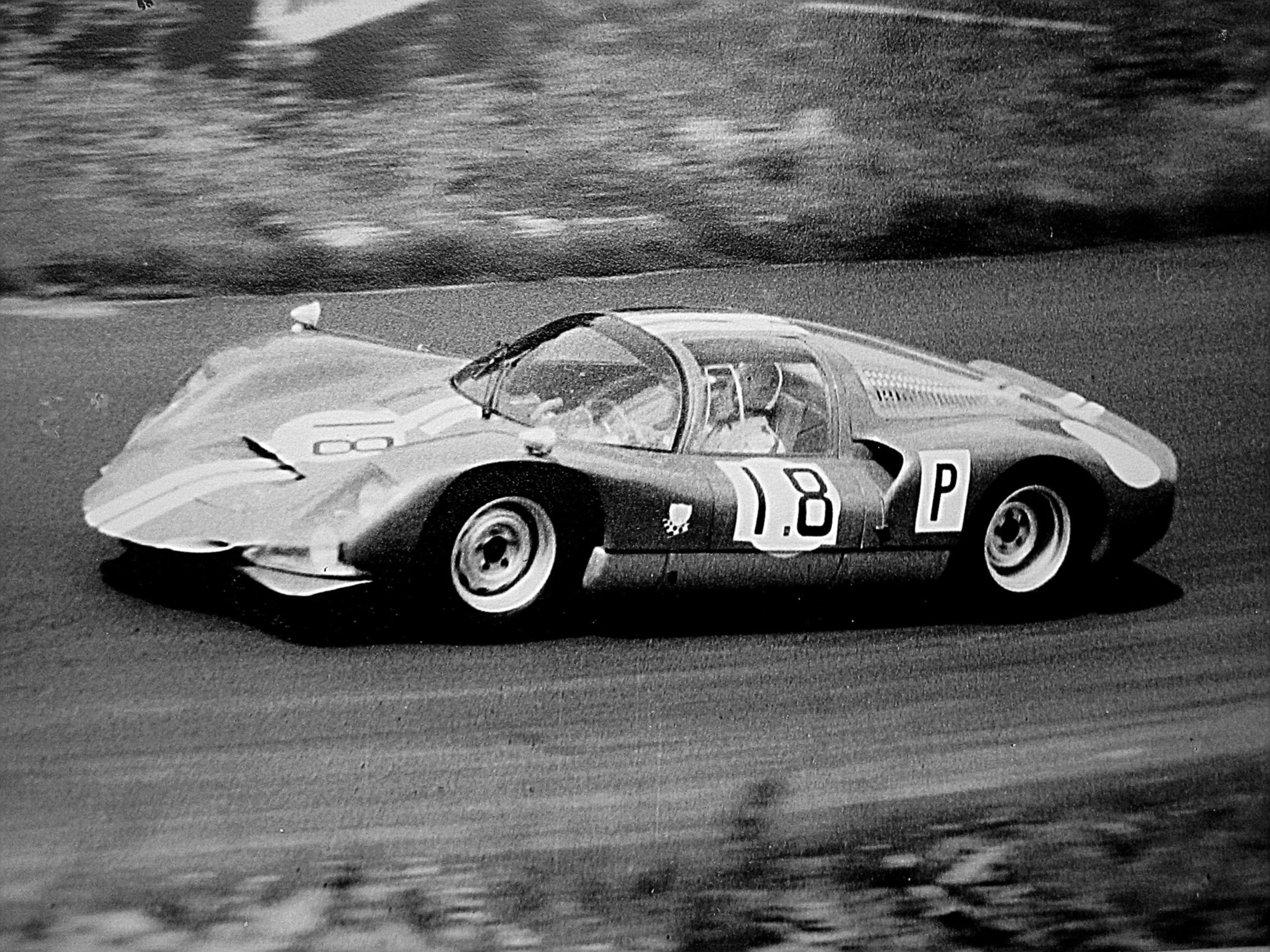
ジョー・シフェールが乗るポルシェ・906（1966年ニュルブルクリンク1000kmレース）

1966年のスポーツカー世界選手権開幕戦デイトナ24時間レースで実戦デビュー。第4戦タルガ・フローリオからグループ4公認を得るが、以後ワークスは燃料噴射式のグループ6仕様を主力とした。2.2リッター8気筒は信頼性が不充分なため、出場機会は少なかった。
タルガ・フローリオではウィリー・メレス/ヘルベルト・ミュラー組が総合優勝し、ポルシェが得意とするイベントで6度目の勝利を得た。
最終戦ル・マン24時間レースでは、総合1～3位を独占した7リッターのフォード・マークIIに続き、2リッターの906が総合4～7位を占めた。4位のジョー・シフェール/コリン・デイビス組は排気量と走行距離から算出される性能指数賞 (Index of Paformance) を獲得した。
結果、目標通りグループ4スポーツカー選手権S2クラスを制覇。グループ6マニュファクチャラーズ選手権でも、ライバルのフェラーリ・ディーノ206Sを抑えてP2クラスのタイトルを獲得した。
- 第1戦 デイトナ24時間レース - 総合6位（プロトタイプ2.0クラス1位）
- 第2戦 セブリング12時間レース - 総合4・6位（プロトタイプ2.0クラス1・3位）
- 第3戦 モンツァ1000kmレース - 総合4・5・7位（プロトタイプ2.0クラス1〜3位）
- 第4戦 タルガ・フローリオ - 総合1・3・5位（スポーツカー2.0クラス1〜3位）
- 第5戦 スパ・フランコルシャン1000kmレース - ワークスは全車リタイア
- 第6戦 ニュルブルクリンク1000kmレース - 総合4・11位（プロトタイプ2.0クラス3位、スポーツカー2.0クラス4位）
- 第8戦 ル・マン24時間レース - 総合4・5・6・7位（プロトタイプ2.0クラス1〜3位、スポーツカー2.0クラス1位）

### 日本における活躍

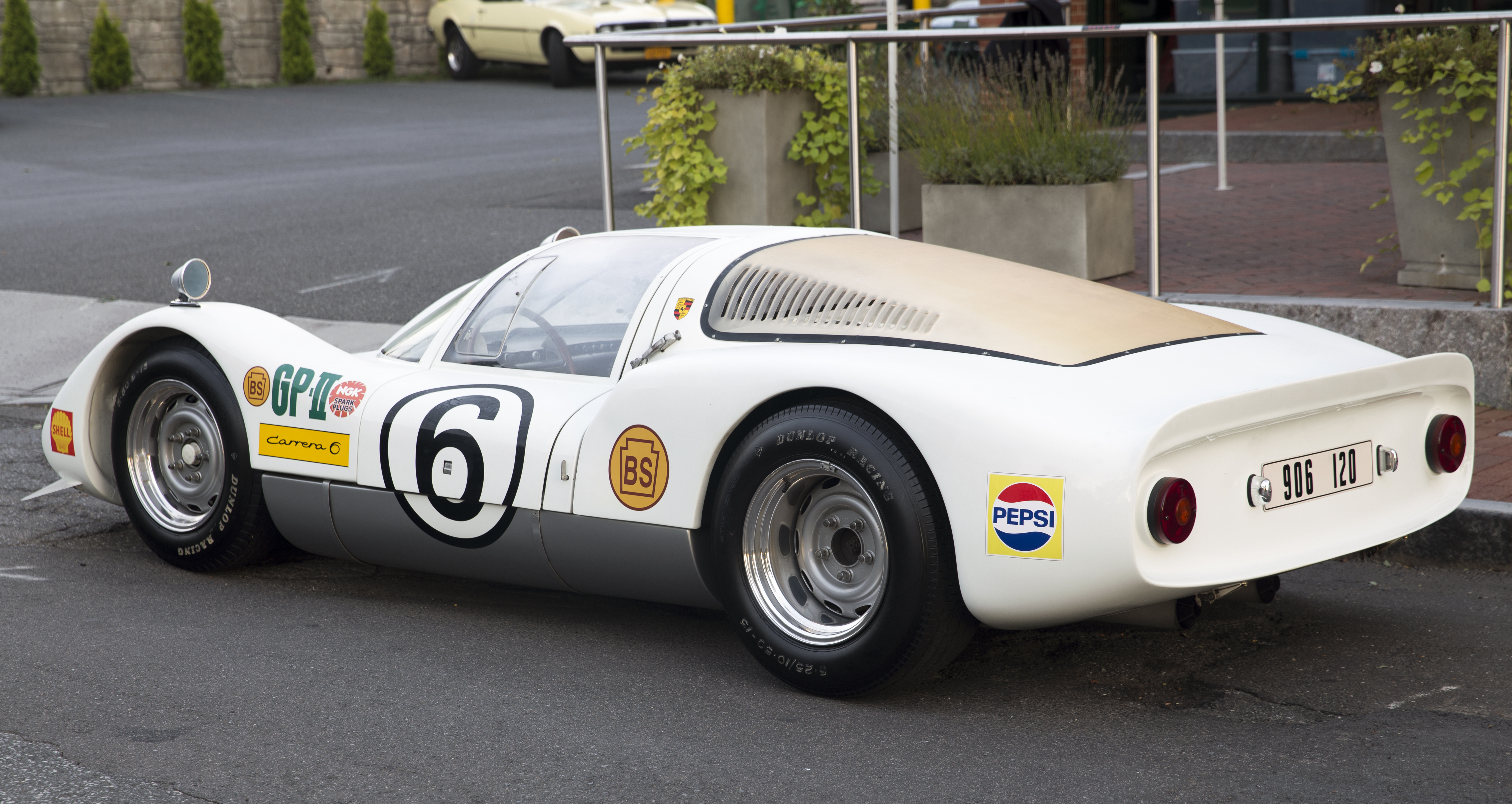
滝進太郎のポルシェ・906（906-120）

日本にはプライベーター用に3台が輸入され、各種のスポーツカーレースに出場した。日本グランプリでは日本国産のプリンスR380（1967年は日産R380）と熱戦を展開した。
1966年の第3回日本GPでは滝進太郎が一時トップを走行するも、燃料補給のピットインでR380に逆転された（結果はリタイア）。1967年の第4回日本GPでは生沢徹と酒井正が906同士のトップ争いを演じ、生沢が優勝した。輸入代理店の三和自動車の資料によると、シャシーナンバーは滝が906-120、生沢が906-147、酒井が906-149である。